# 川村美香
川村 美香（かわむら みか、1973年8月5日 - ）は、日本の漫画家。女性。愛知県出身。
1991年、第12回なかよし新人まんが賞入選『夏祭りの眠り姫』で、『なかよしデラックス』（講談社）にてデビュー。代表作に『だぁ!だぁ!だぁ!』など。

## 作品リスト
単行本はすべて講談社。
- 桃にキッス!（るんるん、講談社）1994年12月 ISBN 4-06-322811-8
- タイホしてみーな!（なかよし、講談社）
  1. 1996年3月 ISBN 4-06-178828-0
  2. 1996年7月 ISBN 4-06-178836-1
  3. 1997年1月 ISBN 4-06-178851-5
- あわせて1本!（なかよし）
  1. 1997年4月 ISBN 4-06-178861-2
  2. 1997年11月 ISBN 4-06-178875-2
  3. 1998年2月 ISBN 4-06-178882-5
- だぁ!だぁ!だぁ!（なかよし）
  1. 1998年9月 ISBN 4-06-178898-1
  2. 1999年1月 ISBN 4-06-178907-4
  3. 1999年6月 ISBN 4-06-178916-3
  4. 1999年12月 ISBN 4-06-178927-9
  5. 2000年6月 ISBN 4-06-178939-2
  6. 2000年12月 ISBN 4-06-178951-1
  7. 2001年5月 ISBN 4-06-178962-7
  8. 2001年11月 ISBN 4-06-178975-9
  9. 2002年6月 ISBN 4-06-178991-0

  - なかよし60周年記念版[3]
    1. 2015年7月 ISBN 978-4-06-377235-7
    2. 2015年7月 ISBN 978-4-06-377236-4
    3. 2015年7月 ISBN 978-4-06-377237-1
    4. 2015年8月 ISBN 978-4-06-377248-7
    5. 2015年8月 ISBN 978-4-06-377249-4
    6. 2015年8月 ISBN 978-4-06-377250-0
    7. 2015年9月 ISBN 978-4-06-377261-6
    8. 2015年9月 ISBN 978-4-06-377262-3
    9. 2015年9月 ISBN 978-4-06-377263-0
- 新☆だぁ!だぁ!だぁ!（なかよし）
  1. 2002年11月 ISBN 4-06-364003-5
  2. 2003年5月 ISBN 4-06-364018-3
- こんちあーす!（なかよし増刊 2003年はるやすみランド、講談社）
- ハッピーアイスクリーム!（なかよし）
  1. 2004年4月 ISBN 4-06-364047-7
  2. 2004年8月 ISBN 4-06-364056-6
  3. 2004年12月 ISBN 4-06-364066-3
- ぱにっくXぱにっく（なかよし）
  1. 2005年8月 ISBN 4-06-364086-8
  2. 2005年12月 ISBN 4-06-364099-X
- ♂のコのヒミツ（なかよし増刊 2005年なかよしラブリー夏の号、講談社）
- 杏仁小娘（あんにんむすめ）（なかよしラブリー、なかよし）2006年11月 ISBN 4-06-364128-7